# Marcus Hesse
Marcus Hesse (* 22. März 1984 in Dresden) ist ein deutscher Fußballtorwart.

## Karriere
Über die Stationen SG Dresden Striesen, den Dresdner SC und den FV Dresden-Nord kam Marcus Hesse 2001 als 17-jähriger Juniorenauswahltorhüter zu Alemannia Aachen.
Dort gehörte er zu Beginn zur Jugendmannschaft des Clubs, bevor er 2003 in die Amateure übernommen wurde. Dort glänzte Hesse durch starke Spiel- und Trainingsleistungen. Mit der Alemannia-Reserve wurde er in der Saison 2003/04 Meister der Verbandsliga Mittelrhein und schaffte den Aufstieg in die Oberliga Nordrhein. 2004 stieg er unter dem damaligen Trainer Dieter Hecking in den Zweitligakader auf.
Das Torwarttalent wurde mit einem Profivertrag ausgestattet und dritter Torwart der Aachener. Bis 2006 kam Hesse aber weiterhin nur in der zweiten Mannschaft in der Oberliga zum Einsatz. Nachdem im Bundesligajahr 2006/07 der Aachener zuerst die Nummer 1 Stephan Straub verletzungsbedingt ausgefallen war und dann auch noch im Saisonendspurt zwei Spiele in Folge mit 0:4 verloren gingen und am vorletzten Spieltag Kristian Nicht krank wurde, übernahm Marcus Hesse an den letzten beiden Spieltagen die Position der Nummer 1 im Tor.
Ab der Saison 2007/08 spielte Hesse wieder in seiner Heimatstadt bei Dynamo Dresden in der Regionalliga Nord. Im Laufe der Saison 2008/09 fiel er unter Trainer Ruud Kaiser in Ungnade und verließ den Verein zum Saisonende.
Zur Saisonvorbereitung 2009/10 trainierte er, um sich fit zu halten, bei seinem Jugendverein Dresdner SC mit. In der Saison 2010/11 lief Hesse für den Heidenauer SV in der Landesliga Sachsen auf. Im Sommer 2011 folgte ein Wechsel zum SC Borea Dresden. Nach dem Rückzug der Borea-Oberligamannschaft wechselte Hesse noch im Oktober in die sächsische Bezirksliga Mitte zum TSV Stahl Riesa. Zur Saison 2012/13 schloss er sich dem Regionalliga-Nord Aufsteiger VfR Neumünster an. Hesse unterzeichnete beim VfR einen Vertrag bis 2014.
Nach Auslaufen seines Vertrages wechselte Hesse im Sommer 2014 zur BSG Stahl Riesa in die Sachsenliga. Dort blieb er die nächsten sechs Jahre, wobei er die letzten beiden Spielzeiten als Torwarttrainer fungierte, ehe er sich zur Saison 2020/21 dem Sachsenliga-Aufsteiger FV Dresden 06 Laubegast anschloss. Dort ist er als Torwarttrainer aktiv. Hesse wohnt in Laubegast und ist beruflich im Online-Marketing tätig.